# Western Stars
| 전문가 평가          | 전문가 평가 |
| 총 점수              | 총 점수     |
| 출처                 | 점수        |
| -------------------- | ----------- |
| AnyDecentMusic?      | 8.0/10      |
| 메타크리틱           | 84/100      |
| 평가 점수            |             |
| 출처                 | 점수        |
| AllMusic             | [ 6 ]       |
| The A.V. Club        | B–          |
| Entertainment Weekly | A–          |
| The Guardian         | [ 9 ]       |
| The Independent      | [ 10 ]      |
| The Irish Times      | [ 11 ]      |
| NME                  | [ 12 ]      |
| Pitchfork            | 7.8/10      |
| Q                    | [ 14 ]      |
| Rolling Stone        | [ 15 ]      |

《Western Stars》는 미국의 싱어송라이터 브루스 스프링스틴이 2019년 6월 14일, 컬럼비아 레코드를 통해 발표한 열아홉 번째 스튜디오 음반이다. 이 작품은 스프링스틴과 함께 이전 음반인 《Wrecking Ball》 (2012년)과 《High Hopes》 (2014년)에서 작업한 론 아니엘로가 프로듀싱을 맡았다. 이 음반은 스프링스틴이 2012년 《Wrecking Ball》 이후 처음으로 솔로 음반을 발매했다.
이 음반의 제작에 관한 다큐멘터리 영화는 이듬해인 2019년 9월, 토론토 국제 영화제에서 초연되어, 다음 달 개봉을 앞두고 있다. 하지만 음반 투어는 하지 않을 것이며 2019년 가을에 E 스트리트 밴드와 함께 새 음반을 녹음하는 쪽으로 초점을 전환할 것이라고 발표했다.

## 배경
스프링스틴은 2019년 4월, 글렌 캠벨과 버트 배커랙 같은 아티스트들을 포함한 1970년대 "남부 캘리포니아 팝 음악"의 영향을 받았다고 밝혔다. 그는 2019년 4월, 이 음반을 발표하면서 "캐릭터 중심의 노래와 광활한 영화적 관현악 편곡을 담은 내 솔로 음반으로 돌아온 것"이라며 "미국의 테마의 범위, 고속도로와 사막의 공간, 고립과 공동체의 범위, 가정과 희망의 영속성"이라고 설명했다.

## 상업적 성과
《Western Stars》는 6만 6,000장의 앨범 등가 단위로 미국 빌보드 200 (마돈나의 《Madame X》의 뒤를 이어)에서 2위에 데뷔했으며 이 중 6만 2,000장이 순수 음반 판매량이었다. 이 음반은 스프링스틴의 20번째 미국 톱 10 음반이다.

## 곡 목록
모든 곡들은 브루스 스프링스틴에 의해 작사/작곡하였다.
| #   | 제목                             | 재생 시간 |
| --- | -------------------------------- | --------- |
| 1.  | 〈Hitch Hikin'〉                 | 3:37      |
| 2.  | 〈The Wayfarer〉                 | 4:18      |
| 3.  | 〈Tucson Train〉                 | 3:31      |
| 4.  | 〈Western Stars〉                | 4:41      |
| 5.  | 〈Sleepy Joe's Café〉            | 3:14      |
| 6.  | 〈Drive Fast (The Stuntman)〉    | 4:16      |
| 7.  | 〈Chasin' Wild Horses〉          | 5:03      |
| 8.  | 〈Sundown〉                      | 3:17      |
| 9.  | 〈Somewhere North of Nashville〉 | 1:52      |
| 10. | 〈Stones〉                       | 4:44      |
| 11. | 〈There Goes My Miracle〉        | 4:05      |
| 12. | 〈Hello Sunshine〉               | 3:56      |
| 13. | 〈Moonlight Motel〉              | 4:16      |

## 인증
| 국가                               | 인증     | 판매량/출하량 |
| ---------------------------------- | -------- | ------------- |
| 프랑스 (SNEP)                      | 골드     | 50,000        |
| 독일 (BVMI)                        | 골드     | 100,000       |
| 이탈리아 (FIMI)                    | 플래티넘 | 50,000        |
| 스페인 (PROMUSICAE)                | 골드     | 20,000        |
| 영국 (BPI)                         | 골드     | 100,000       |
| 판매량+스트리밍을 기반으로 한 인증 |          |               |